# Lombez

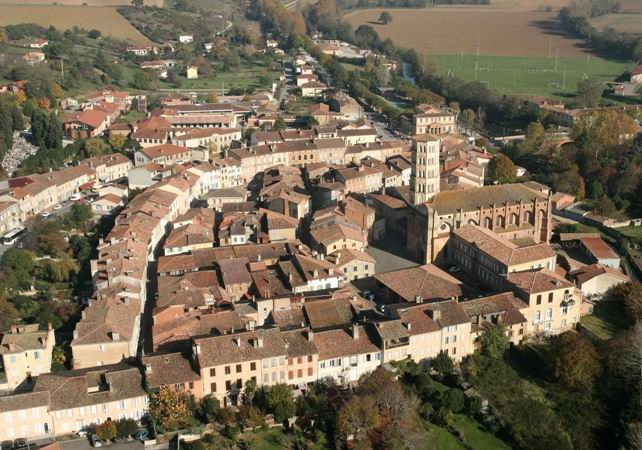
Lombez (Luftbild)

Lombez (gaskognisch: Lombers) ist eine Kleinstadt und eine Gemeinde mit 2.188 Einwohnern (Stand 1. Januar 2022) im Süden des Départements Gers in der ehemaligen Grafschaft Comminges in der Kulturlandschaft der Gascogne im Südwesten Frankreichs.

## Lage und Klima
Lombez liegt am Fluss Save etwa 38 km (Fahrtstrecke) südöstlich der Stadt Auch und gut 55 km südwestlich von Toulouse in einer Höhe von ca. 165 m. An der südöstlichen Gemeindegrenze verläuft das Flüsschen Espienne, das der Aussoue zustrebt. Das Klima ist gemäßigt bis warm; Regen (ca. 730 mm/Jahr) fällt übers Jahr verteilt.

## Bevölkerungsentwicklung
| Jahr      | 1800 | 1851 | 1901 | 1954 | 1999 | 2017 |
| Einwohner | 1443 | 1742 | 1458 | 1075 | 1401 | 2134 |

Die Stadtbevölkerung ist gegen Ende des 20. und zu Beginn des 21. Jahrhunderts vor allem wegen der Zuwanderung von Familien aus den ländlichen Gebieten in der Umgebung deutlich gewachsen (Landflucht).

## Wirtschaft
Der Ort ist das merkantile, handwerkliche und dienstleistungsmäßige Zentrum einer Vielzahl kleiner Dörfer in der Umgebung.

## Geschichte
Historisch ist der Ort als Lombarium bzw. Lomberium nachgewiesen, den heutigen Namen trägt der Ort seit der Herrschaft der Grafen von Comminges. Lombez war der Hauptort der früheren Provinz Savès.
Im Jahr 793 wurde hier die Benediktinerabtei Notre-Dame errichtet. Papst Johannes XXII. richtete im Jahr 1317 das Bistum Lombez ein, welches bis zum Jahr 1790 bzw. 1801 Bestand hatte. Im Jahr 1622 setzten katholische Truppen des Herzogs César de Bourbon die Stadt in Brand.

## Sehenswürdigkeiten
Neben dem mittelalterlichen Ortskern sind folgende Bauwerke sehenswert:
- ehemalige Kathedrale von Lombez
- Kapelle St. Majan

## Persönlichkeiten
- Giacomo Colonna (1300/1301–1341), Bischof von Lombez (hier gestorben) und Protektor Francesco Petrarcas
- Jean-Baptiste Sénac (1693–1770), Mediziner und Leibarzt König Ludwigs XV.
- Jean-Siffrein Maury (1746–1817), Erzbischof von Paris und Kardinal, zwischenzeitlich Bischof von Lombez
- Liste der Bischöfe von Lombez